# Second Sight (film)
Pour les articles homonymes, voir Second Sight.
Pour plus de détails, voir Fiche technique et Distribution.
Second Sight est un film américain réalisé par Joel Zwick, sorti en 1989.

## Synopsis
Un détective recherchant une personne disparue, Wills, s'associe à un médium pour mener l'enquête.

## Fiche technique
- Titre : Second Sight
- Réalisation : Joel Zwick
- Scénario : Tom Schulman et Patricia Resnick
- Musique : John Morris
- Photographie : Dana Christiaansen
- Montage : David Ray
- Production : Mark Tarlov
- Société de production : Lorimar Film Entertainment et Ursus Film
- Société de distribution : Warner Bros. (États-Unis)
- Pays de production :  États-Unis
- Genre : Comédie, science-fiction
- Durée : 83 minutes
- Date de sortie : 
  - États-Unis : 3 novembre 1989

## Distribution
- John Larroquette : Wills
- Bronson Pinchot : Bobby
- Bess Armstrong : sœur Elizabeth
- Stuart Pankin : Dr. Preston Pickett
- John Schuck : Manoogian
- James Tolkan : Coolidge
- William Prince : le cardinal O'Hara
- Michael Lombard (en) : l'évêque O'Linn
- Christine Estabrook : Priscilla Pickett
- Marisol Massey : Maria
- Adam LeFevre : Mike
- Andrew Mutnick : Elmore
- Ron Taylor : Carl
- Suzanne Shepherd (en) : Marilyn Bloom
- William Mooney : Fritz Bloom
- Ellis Williams : Davey
- Barbara Meek : Eileen
- Will Le Bow : l'agent Alman
- Dominic Chianese : le père Dominic
- Leonard Jackson : le portier de Hampshire House
- Barry Nolan : un journaliste

## Box-office
Le film a rapporté 5,3 millions de dollars au box-office américain.